# Strada Turnu Măgurele
Strada Turnu Măgurele din cartierul Berceni, sectorul 4,București, este o stradă importantă care leagă mai multe bulevarde majore, precum Șoseaua Berceni, Bulevardul Alexandru Obregia și Bulevardul Constantin Brâncoveanu.
Strada este deservită de următoarele mijloace de transport în comun:
- Metrou: Stația Apărătorii Patriei (linia M2)
- Autobuze: Liniile 102, 125, 232, 243, 312, 438, 475 și N106
- Troleibuz: Linia 72

La intersecția cu bulevardul Alexandru Obregia este construit un pasaj rutier suprateran, cu scopul de a decongestiona traficul rutier de pe Șoseaua Metalurgiei.